# Dirk Verhofstadt

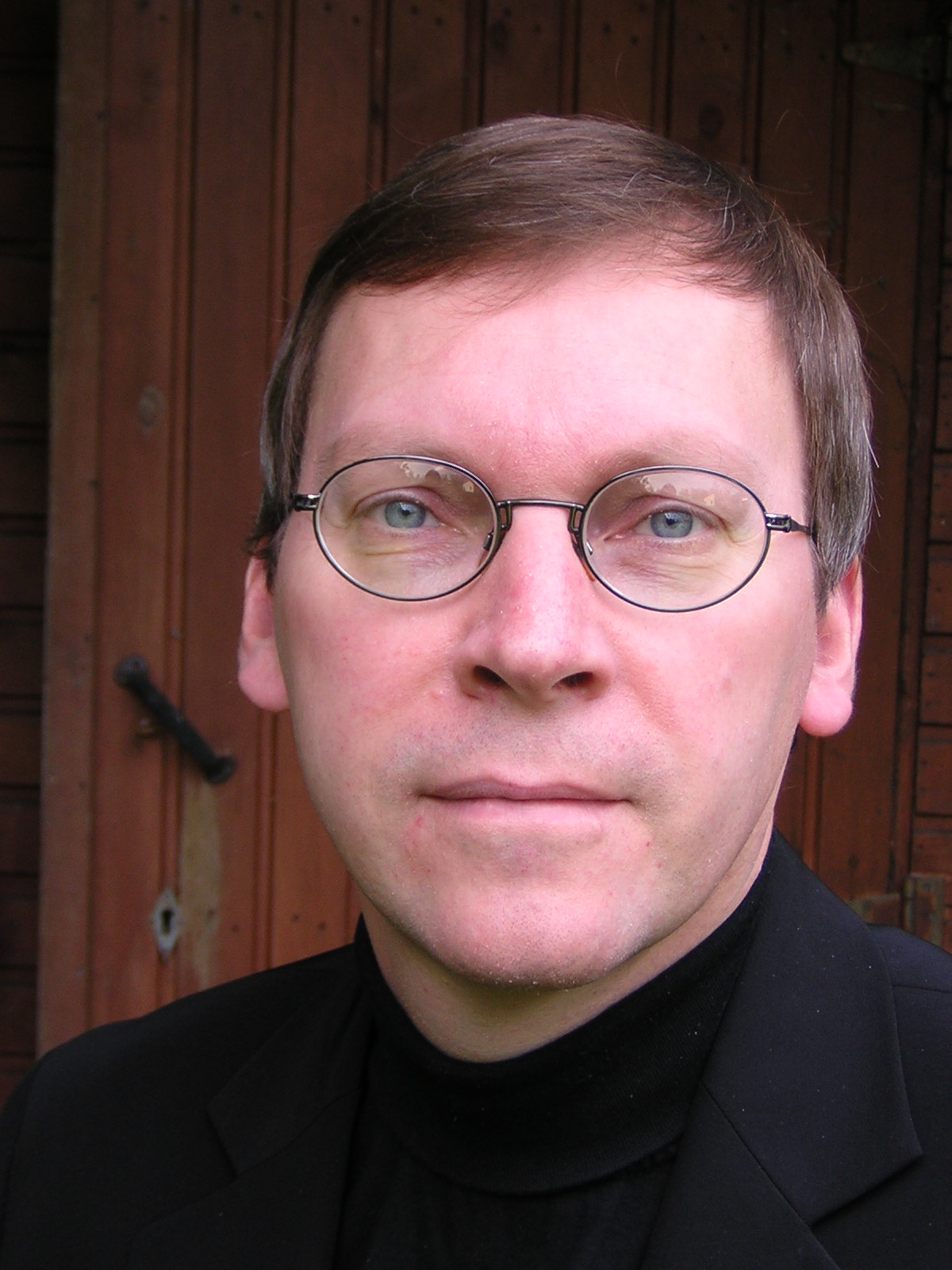
Dirk Verhofstadt

Dirk Verhofstadt (Dendermonde, 1955) es un filósofo social liberal belga, heredero de la tradición de John Rawls. Es hermano del ex primer ministro de Bélgica, Guy Verhofstadt. Interesado en filosofía política, ha sido influenciado por Karl Popper, John Stuart Mill, Thomas Paine, Amartya Sen y Martha Nussbaum. Es graduado en Derecho y Periodismo por la Universidad de Gante.
Con su libro Het menselijk liberalisme (Liberalismo Humano) ha inspirado a políticos tanto belgas como holandeses. Ha defendido el liberalismo contra los ataques de los anti-globalistas, defendiendo que el liberalismo es compatible con la solidaridad y el ecologismo.
Ha escrito libros como Pleidooi voor het individualisme o De derde feministische golf (La Tercera Ola Feminista), enfocado en el feminismo en los países islámicos y su impacto en Europa. Este libro contiene entrevistas exclusivas con Ayaan Hirsi Ali, Irshad Manji, Naima El Bezaz, Nahed Selim, Naema Tahir and Yasmine Allas.
Es miembro de "Liberales", un think tank liberal-progresista que defiende la libertad individual, la justicia y los derechos humanos. Reaccionan contra el conservadurismo relacionado con aspectos socioeconómicos, éticos y medioambientales.
- Datos: Q1998566
- Multimedia: Dirk Verhofstadt / Q1998566